# Gynacantha bullata
Gynacantha bullata é uma espécie de libelinha da família Aeshnidae.
Pode ser encontrada nos seguintes países: Burundi, Camarões, República Centro-Africana, República do Congo, Costa do Marfim, Guiné Equatorial, Gabão, Gana, Guiné, Quénia, Libéria, Malawi, Nigéria, Serra Leoa, Tanzânia, Togo e Uganda.
Os seus habitats naturais são: florestas subtropicais ou tropicais húmidas de baixa altitude e áreas húmidas dominadas por vegetação arbustiva.